# Davison County
Davison County ist ein County im Bundesstaat South Dakota der Vereinigten Staaten. Es liegt im Südosten des Bundesstaates. Das U.S. Census Bureau hat bei der Volkszählung 2020 eine Einwohnerzahl von 19.956 ermittelt. Der Verwaltungssitz (County Seat) ist Mitchell.

## Geographie
Der Bezirk hat eine Fläche von 1131 Quadratkilometern; davon sind 3 Quadratkilometer (0,31 Prozent) Wasserflächen. Er wird 12 Townships eingeteilt: Badger, Baker, Beulah, Blenden, John, Lisbon, Mitchell, Mount Vernon, Perry, Prosper, Rome und Union.

## Geschichte
Das County wurde am 8. Januar 1873 gebildet und die Verwaltungsorganisation am 31. Juli 1874 abgeschlossen. Benannt wurde es nach Henry C. Davison (?–1874), einem Händler und ab 1869 einer der ersten Siedler in der Region.

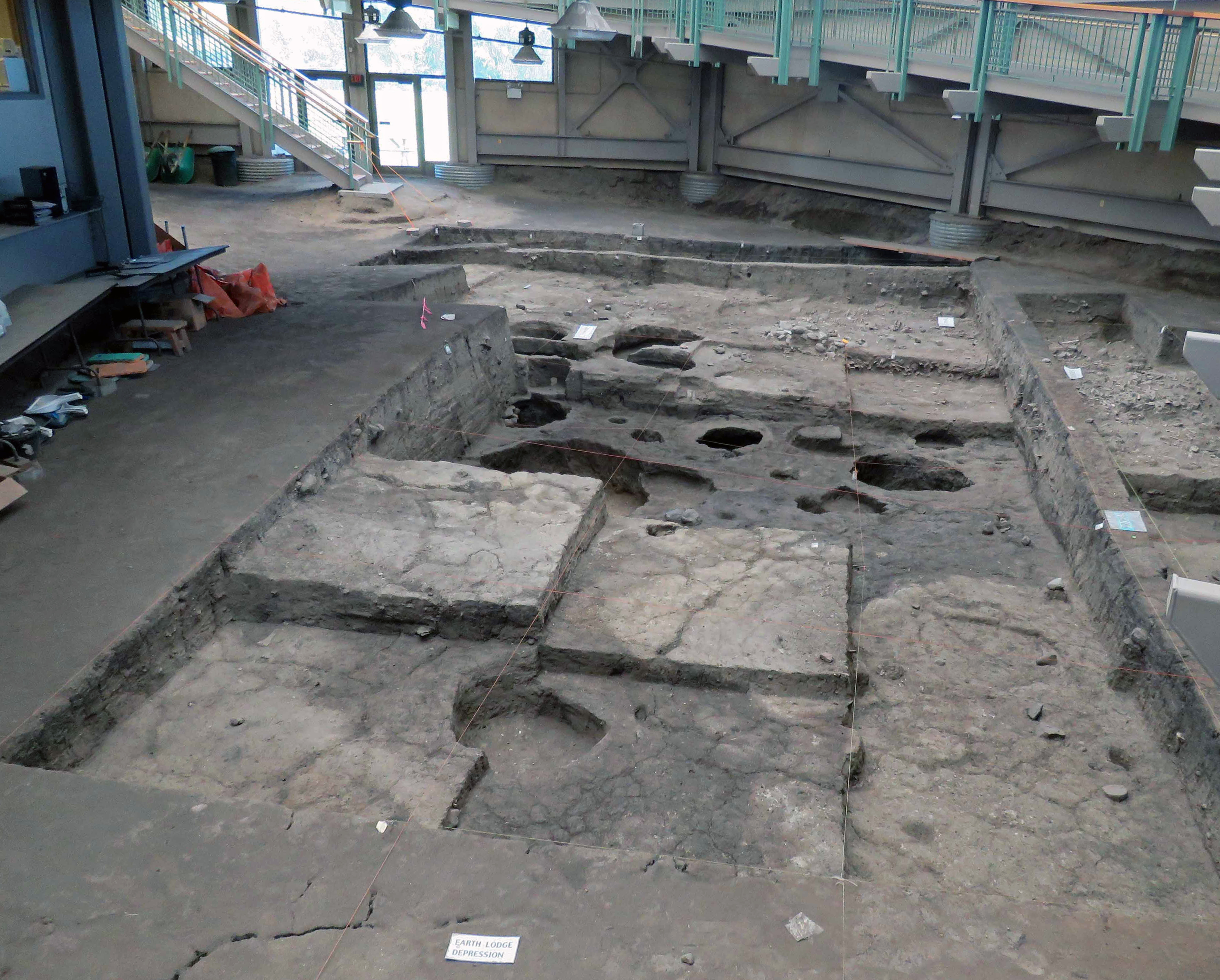
Mitchell Archaeological Site (2016)

Ein Ort im County hat den Status einer National Historic Landmark, die Mitchell Archaeological Site. 24 Bauwerke und Stätten des Countys sind im National Register of Historic Places (NRHP) eingetragen (Stand 30. Juli 2018).

## Städte und Gemeinden
Städte (cities)
- Mitchell
- Mount Vernon

Gemeinden (towns)
- Ethan

Census-designated places
- Loomis